# Комацу D575
Комацу D575 (на английски: Komatsu D575), наричан още Superdozer е японски тежък трактор с гъсенично задвижване, най-големия булдозер в света.
Машината е проектирана и произведена от концерна Комацу Лимитид в заводите в Токио и Осака.
D-575 се използва в открити мини в Северна Америка. Размерите му и неговата мощност ограничават неговото използване до откритите пространства в мините. Ножа на машината побира невероятните 69 м³, повече от който и да е булдозер в света, и е с размери 3,64 х 7,4 метра. Хидравликата на машината позволява на ножа да се прибира към кабината или да се навежда към земята при вкопаване. Това улеснява много работата, като машиниста може да „пренася“ материала, намиращ се в ножа, напред.
Теглото и размерите на D575 не позволяват той да се сглоби и оборудва в заводите на компанията производител. производителя доставя модулите при клиента, като за целта са необходими 5 тежкотоварни камиона за да доставят D-575 (един камион превозва само ножа). Окончателното асемблиране става при клиента, там където ще работи D-575.
Общото работно тегло на D-575 е 152.6 тона (336,420 lb), захранвани от дизелов двигател SA12V170E, който доставя мощност от 1150 к.с. (858 kW) на автоматичната трансмисия. Гъсеничните вериги контактуват с площ от 9.4342 м³ и оказват натиск върху почвата от 159 kPa. Клиренса на машината е 745 мм.
Кабината на оператора е снабдена с климатична инсталация, радио, задвижването на машината става с педали и два джойстика.
Цената на машината е около 400,000 щатски долара.